# Сайга
Сайга, сайгак, сугак (Saiga) — рід ссавців з родини бикових (Bovidae). Рід містить один загальновизнаний вид. Кілька вимерлих видів з плейстоцену Євразії, Аляски й Канади було описано: Saiga binagadensis, Saiga borealis, Saiga prisca, Saiga ricei. Однак, новіші дослідження показують, що ці доісторичні представники були лише географічними варіантами сучасного виду, який раніше був значно поширенішим. Скам'янілості, знайдені на стоянці Буран-Кая III (Крим), датуються переходом від плейстоцену до голоцену. Морфологія сайги, здається, не зазнала істотних змін з доісторичних часів. Назва тварини запозичена з чагатайської мови sajγak, споріднено з караїмським suhak.